# Hugh Longbourne Callendar
Hugh Longbourne Callendar (né le 18 avril 1863 à Hatherop, dans le Gloucestershire – mort des suites d'une opération à son domicile d'Ealing le 21 janvier 1930) est un physicien britannique spécialisé dans la thermométrie et la calorimétrie. Il a fait du thermomètre à résistance de platine un instrument de mesure courant, à l'origine d'un regain de précision dans les mesures physiques. Ses expériences ont abouti à la production de tables des propriétés thermodynamiques de la vapeur d'eau fiables pour le fonctionnement des réacteurs thermiques et chimiques. Au cours de la Première guerre mondiale, sa collaboration avec différents organismes a doté la Royal Navy d'outils importants.
Callendar est notamment lauréat de la médaille d'or James Watt de l'Institution of Civil Engineers (1898) et de la Médaille Rumford (1906). Il est élu membre de la Royal Society et de la Physical Society of London, et nommé trois fois pour le Prix Nobel de physique.

## Années de formation
Callendar était le fils aîné d'un pasteur anglican, le Rev. Hugh Callendar, et de sa femme Anne Cecilia Longbourne. Son père mourut en 1867. Callendar manifesta très jeune un talent pour l'étude des langues et des mathématiques, et avec les encouragements de son précepteur, il fabriqua plusieurs petits appareils comme une bobine électrique et un générateur. Il apprit lui-même le code Morse à 10 ans. À l'âge de 11 ans, Callendar fut admis au lycée privé de Marlborough College, où il pratiquait le football. Il représenta son lycée aux compétitions nationales de tir et de gymnastique,.
Callendar fit ses études à Trinity College (Cambridge), passant ses humanités avec mention en 1884 et classé 16e wrangler en mathématiques en 1885. En 1885, il poursuivit par l'étude de la physique expérimentale au Cavendish Laboratory sous la direction de J.J Thomson, sans autre préparation que théorique aux sciences physiques. Il y prépara une thèse sur la thermométrie du platine et fut admis Fellow (enseignant titulaire) de Trinity College en 1886. Encore étudiant à Cambridge, il imagina un nouveau système de sténographie, que J.J. Thomson utilisa à son tour.
Il épousa en 1894 une jeune fille de Cambridge, Victoria Mary Stewart, qui lui donna une fille, Cecil (1895), et trois fils, Guy Stewart Callendar (1898), Leslie Hugh (1896) et Maxwell Victor (1905). L'aîné, Guy Stewart, a émis l'hypothèse que des émissions de dioxyde de carbone étaient à l'origine de perturbations climatiques (« Effet Callendar  »).
Callendar était un passionné d'automobile. Il étudia les moteur à combustion interne, s'acheta une  moto dès 1902, qu'il perfectionna. En 1904, il achetait une voiture pour emmener sa famille faire un tour d'Angleterre, et en trafiqua le moteur. Il s'intéressait en outre à l'astronomie, aux sciences naturelles, au tir de compétition, à la gymnastique et aux sports en général. Il ne délaissait pas pour autant l'écrit : il tenta plusieurs formes de sténographie, et exprima ses idées sur la réforme orthographique de l'anglais.

## Carrière scientifique

### Les thermomètres à résistance métallique
Jusqu'aux recherches de Callendar en thermométrie, les mesures des températures étaient peu précises. L'étalon pour l'échelle de température était encore le thermomètre à gaz, un instrument coûteux et massif. On utilisait bien aussi le thermomètre à mercure, mais sa portée était limitée et il était trop fragile pour certaines applications.
Au Laboratoire Cavendish, Thomson conseilla à Callendar de s'intéresser à la thermométrie à résistance métallique. Werner von Siemens avait déjà proposé en 1861 un capteur de température à résistance de  platine : le fil de platine, recouvert de plusieurs films de soie, était enroulé autour d'un bâtonnet, et l'ensemble était isolé par un enrobage de caoutchouc ; mais lorsqu'en 1871 Lord Kelvin et James Clerk Maxwell vérifièrent cet instrument, ils découvrirent que sa résistance était sujette à une hystérésis de chauffage-refroidissement ; et qu'au bout de quelques mois, sa dérive était trop importante. Callendar, reprenant une idée de Siemens, établit une équation caractéristique  de sa sonde(c'est-à-dire une relation invariable entre la résistance du fil de platine et la température), précise à 1% près sur la plage de 0 à 600 °C. Sur la base de cette équation, il proposa une nouvelle échelle de température, adoptée par la Commission électrotechnique internationale en 1899,. Dès 1886, Callendar améliora le thermomètre à résistance en platine de Siemens : il permettait à présent de mesurer les températures de −190 °C à 660 °C avec une précision de 1% de l'étendue de mesure. J.J Thomson s'enthousiasma pour cet instrument qui « pouvait déterminer les températures avec une commodité et une précisions inouïes. » Callendar étendit bientôt la portée de son thermomètre à résistance de platine, de −200 °C à 1 000 °C,. L'instrument fut testé dans les conditions les plus diverses au National Physical Laboratory, lequel confirma la fiabilité de cette sonde.
Le thermomètre au platine de Callendar permettait à présent de mesurer directement le point de fusion de nombreux métaux, et devint un outil important pour la métallurgie des non-ferreux. Les versions modernes de cette sonde, miniaturisée, bénéficient d'un platine purifié, qui améliore encore sa précision. Les recherches de Callendar sur cette sonde ont ouvert la voie aux enregistreurs de température en continu.
Malgré l'existence des thermocouples moins onéreux, on continue d'utiliser les sondes à résistance de platine. De par leur précision élevée et leur faible dérive, on les a longtemps utilisées principalement pour l'étalonnage.

### Thermodynamique

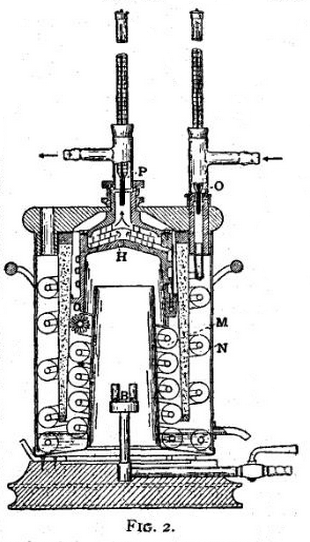
Le calorimètre à flux continu de H.L. Callendar

À sa sortie de Cambridge, Callendar enseigna pendant deux ans (1891-1893) la physique à Royal Holloway College. En 1893, il accepta la chaire Macdonald de Physique de l'Université McGill  de Montréal. C'est au Canada que naquirent ses trois fils Leslie, Cecil et Guy. À l'époque, Callendar partageait son temps entre les machines à vapeur avec le professeur de génie mécanique de l'établissement, John Th. Nicolson, et le perfectionnement, par une approche calorimétrique, du système d'unités électriques et thermiques.
En 1896, Callendar, encore en poste au Canada, réalisa plusieurs expériences avec les mystérieux rayons X et confirma leur intérêt pour la chirurgie.

#### Recherches sur la pression de vapeur saturante
Callendar s'attaqua ensuite à la recherche de la forme analytique de la pression de vapeur saturante, comme produit de la pression totale et de la température : ce fut l'objet de sa première communication sur la thermodynamique (1900). Par une batterie de mesures, il parvint à justifier sa formule par sa coïncidence avec différentes grandeurs thermodynamiques. Il put ainsi publier de nouvelles tables de vapeur saturante : celles qui étaient alors disponibles étaient discordantes entre elles. Ces Callendar Steam Tables connurent trois éditions (1915, 1922, 1927) et The Properties of Steam and Thermodynamic Theory of Turbines parut en 1920,. Les fabricants de turbine en furent les principaux promoteurs.
Callendar et son fils assistèrent à la première Conférence Internationale sur la vapeur (1929), qui devait lever les incohérences entre les publications. À la mort de Callendar, son fils Guy Stewart poursuivit ses recherches sur la vapeur avec Alfred Egerton.

#### Recherches en calorimétrie
En 1902, Callendar et Barnes développèrent un calorimètre à flux continu permettant de mesurer la capacité calorifiques des liquides. Ils s'en servirent en particulier pour raccorder les unités électriques et thermiques en se fondant sur la loi d'Ohm pour déterminer l'équivalent de la calorie. Ce calorimètre, amélioré à de multiples reprises, a permis de déterminer la capacité calorifique des liquides et des gaz et a contribué à l'analyse des gaz d'échappement. Callendar s'intéressa aussi aux chaleurs spécifiques des gaz. Il trouva que le point d'ébullition du soufre était en réalité inférieur de 4 degrés à la valeur généralement acceptée, et sa mesure ne diffère que de 0,07 °C avec celle qu'allait adopter l'Échelle internationale de température en 1927. Callendar étudia en outre l'ignition et la détonation des carburants, y compris l'auto-allumage nucléaire (1926) et le point d'éclair des alcanes (1927).

### Première guerre mondiale
Au cours de la Première guerre mondiale, Callendar était consultant auprès du Board of Invention and Research (BIR), et collabora à la détection des sous-marins. En tant que membre de l’Air Inventions CommitteeDécès en janvier 1930 (AIC), il s'ingénia à détecter par radiographie les fissures dans les moteurs d'avion.

## Publications
- Hugh Longbourne Callendar, « On the practical measurement of temperature: Experiments made at the Cavendish laboratory, Cambridge », Philosophical Transactions of the Royal Society A, vol. 178,‎ 1887, p. 161–230 (DOI 10.1098/rsta.1887.0006)
- Hugh Longbourne Callendar, A Manual of Cursive Shorthand, Londres: Cambridge University Press, 1889
- Hugh Longbourne Callendar, A System of Phonetic Spelling, Adapted to English, C.J. Clay, London, 1889
- Hugh Longbourne Callendar, « On the Construction of Platinum Thermometers », The London, Edinburgh, and Dublin Philosophical Magazine and Journal of Science, vol. 32, no 194,‎ 1891, p. 104–113 (DOI 10.1080/14786449108621400, lire en ligne)
- Hugh Longbourne Callendar et John Thomas Nicolson, « On the Law of Condensation of Steam Deduced from Measurements of Temperature Cycles on the Walls and Steam in the Cylinder of a Steam Engine », Minutes of the Proceedings of the Institution of Civil Engineers, vol. 131,‎ 1897, p. 147–206 (DOI 10.1680/imotp.1898.19263, lire en ligne)
- Hugh Longbourne Callendar, « Notes on platinum thermometry », The London, Edinburgh, and Dublin Philosophical Magazine and Journal of Science, vol. 47, no 285,‎ 1899, p. 191–222 (DOI 10.1080/14786449908621251, lire en ligne)
- Hugh Longbourne Callendar et Howard Turner Barnes, « Note on the Variation of the Specific Heat of Water between 0° and 100°C », Physical Review, vol. 10, no 4,‎ 1900, p. 202–214 (DOI 10.1103/PhysRevSeriesI.10.202, lire en ligne)
- Hugh Longbourne Callendar, « Continuous electrical calorimetry », Philosophical Transactions of the Royal Society A, vol. 199, nos 312–320,‎ 1902, p. 55–148 (DOI 10.1098/rsta.1902.0013)
- Hugh Longbourne Callendar, « Note on the boiling-point of sulphur », Proceedings of the Royal Society A, vol. 81, no 548,‎ 1908, p. 363–366 (DOI 10.1098/rspa.1908.0091)
- Hugh Longbourne Callendar, Abridged Callendar Steam Tables: Centigrade Units, Londres, E. Arnold, 1915
- Hugh Longbourne Callendar, The Properties of Steam and Thermodynamic Theory of Turbines, London, E.Arnold, 1920
- Hugh Longbourne Callendar, Abridged Callendar Steam Tables: Fahrenheit Units, London, E. Arnold, 1921

## Source
- (en) Cet article est partiellement ou en totalité issu de l’article de Wikipédia en anglais intitulé « Hugh Longbourne Callendar » (voir la liste des auteurs).